# Tenthras setosus
Tenthras setosus là một loài bọ cánh cứng trong họ Cerambycidae.